# Peace Orchestra
Peace Orchestra est un projet solo du musicien et producteur autrichien de musique électronique Peter Kruder (en), l'un des membres du duo Kruder und Dorfmeister. Deux albums ont été publiés sous ce nom : Peace Orchestra en 1999, et Reset en 2002.

## Discographie
- Peace Orchestra (1999)
- Reset (2002)